# روبوكوب (شخصية)
روبوكوب أو الشرطيّ الآليّ (بالإنجليزية: RoboCop)‏ واسمه الحقيقي أليكس جيمس مورفي (بالإنجليزية: Alex James Murphy)‏، هو شخصية رجل آلي سايبورغ خيالي من تأليف إدوارد نيومير. يعمل في مديرية شرطة ديترويت ويقوم بالتصدي للمجرمين الخطرين. بالأصل مورفي هو شرطي ويتم قتله في إحدى المهمات وبعد موته يتم تحويله إلى سايبورغ عن طريق شركة أومني كونسيومر برودكتس. على الرغم من تحويله لسايبورغ، إلّا أنه يظل يتذكر ماضيه وحياته مع زوجته.